# التاس دل روساریو
التاس دل روساریو (به اسپانیایی: Altos del Rosario) یک سکونتگاه مسکونی در کلمبیا است که در بخش بولیوار، کلمبیا واقع شده‌است.

## خصوصیات
التاس دل روساریو ۱۱٬۷۳۵ نفر جمعیت دارد.